# Nederlandse kampioenschappen schaatsen sprint 1993
De Nederlandse kampioenschappen sprint 1993 voor mannen en vrouwen vormden een schaatsevenement dat onder auspiciën van de KNSB over de sprintvierkamp (2x 500, 2x 1000 meter) werd verreden. Het vond plaats in het weekend van 30 en 31 januari op de onoverdekte ijsbaan Vechtsebanen in Utrecht. Voor de mannen was het de 24e editie, voor de vrouwen de elfde.
De NK sprint stond dit jaar na de NK afstanden (2 + 3 januari) en de EK (m/v) (22-24 januari) en voor de WK allround (v) (6 + 7 februari), WK allround (m) (13 + 14 februari), NK allound (m/v) en WK sprint (m/v) (beide 27 + 28 februari) op de kalender. Daarvoor, tussendoor, tegelijkertijd en hierna vonden de wedstrijden plaats in het kader van het achtste seizoen van de wereldbeker schaatsen.
Mannen
Er namen negentien mannen deel, waaronder twee kampioenen en vijf debutanten. De titel werd dit jaar geprolongeerd door Gerard van Velde die voor de tweede keer plaats nam op het eindpodium. Nummer twee Arjan Schreuder stond voor het eerst op het eindpodium. De derde positie werd ingenomen door debutant Marco Groeneveld. De kampioen van 1989 en 1991, Arie Loef, werd deze editie vierde. De twaalf te verdelen afstandmedailles werden door zeven verschillende rijders behaald.
Vrouwen
Er namen tien vrouwen deel, waaronder twee kampioenen en twee debutanten. Met de prolongatie van de titel behaalde Christine Aaftink haar zesde sprinttitel, de eerste vier werden van 1987-1990 behaald. Ze stond hiermee voor het zevende opeenvolgende jaar op het eindpodium, in 1991 werd ze tweede. Ze deed dit voor de derde maal met vier afstandoverwinningen, in 1990 en 1992 deed ze dit eerder. Bij de vrouwen deed alleen Yvonne van Gennip dit in 1985 nog eerder, bij de mannen deden Jan Bazen (1971), Jan Ykema (1987) en Gerard van Velde (1992) dit eveneens een keer. De tweede plaats werd ingenomen door Herma Meijer, haar tweede podiumplaats, in 1991 werd ze derde. Marieke Stam werd dit jaar derde, ook de positie die ze in 1986 en 1992 innam, het was haar vierde podiumplaats, in 1991 werd ze kampioen. De twaalf te verdelen afstandmedailles werden door vijf verschillende rijdsters behaald.
WK sprint
De Nederlandse delegatie bij de WK sprint bestond bij de mannen uit het duo Arjan Schreuder en Gerard van Velde en het kwartet Christine Aaftink, Herma Meijer, Léontine van Meggelen en Marianne Timmer bij de vrouwen. Van Meggelen werd dit zelfde weekend kampioene en Timmer tweede in het juniorensprintkampioenschap dat tegelijkertijd met de NK sprint plaatsvond. De top-4 van dit kampioenschap, Barbara de Loor werd derde en (titelhoudster) Renske Vellinga vierde, hadden alle vier een beter puntentotaal dan nummer-3 in het seniorentoernooi, respectievelijk 175.490, 176.565, 177.565 en 177.980 tegen 178.290 voor Stam.

## Afstandmedailles
Mannen
| Afstand  | 1e               | 2e               | 3e                 |
| -------- | ---------------- | ---------------- | ------------------ |
| 1e 500m  | Gerard van Velde | Arjan Schreuder  | Marco Groeneveld   |
| 1e 1000m | Arjan Schreuder  | Marco Groeneveld | Jac Orie           |
| 2e 500m  | Gerard van Velde | Arie Loef        | Hans Janssen       |
| 2e 1000m | Arjan Schreuder  | Marco Groeneveld | Nico van der Vlies |

Vrouwen
| Afstand  | 1e                | 2e           | 3e                |
| -------- | ----------------- | ------------ | ----------------- |
| 1e 500m  | Christine Aaftink | Herma Meijer | Marieke Stam      |
| 1e 1000m | Christine Aaftink | Herma Meijer | Marion van Zuilen |
| 2e 500m  | Christine Aaftink | Herma Meijer | Anita Loorbach    |
| 2e 1000m | Christine Aaftink | Herma Meijer | Marion van Zuilen |

## Eindklassementen

### Mannen
| Rang   | Schaatser           | Punten     | 500m           | 1000m        | 500m       | 1000m          |
| ------ | ------------------- | ---------- | -------------- | ------------ | ---------- | -------------- |
| Goud   | Gerard van Velde    | 156.655 BR | 1.38,80 (1)    | 1.19,67 (5)  | 38,84 (1)  | 1.18,36 (4)    |
| Zilver | Arjan Schreuder     | 157.000    | 1.39,18 (2)    | 1.18,91 (1)  | 39,70 (6)  | 1.17,33 (1) BR |
| Brons  | Marco Groeneveld    | 157.405 pr | 1.39,27 (3)    | 1.19,07 (2)  | 39,78 (11) | 1.17,64 (2)    |
| 4      | Arie Loef           | 157.850    | 1.39,61 (5)    | 1.19,63 (4)  | 39,03 (2)  | 1.18,79 (7)    |
| 5      | Jakko Jan Leeuwangh | 158.840    | 1.39,86 (9)    | 1.20,06 (6)  | 39,73 (8)  | 1.18,44 (5)    |
| 6      | Jac Orie            | 159.210    | 1.40,51 (16)   | 1.19,40 (3)  | 39,76 (10) | 1.18,48 (6)    |
| 7      | Andries Kramer      | 159.880    | 1.39,70 (6)    | 1.21,36 (11) | 39,64 (5)  | 1.19,72 (9)    |
| 8      | Arjan Overdevest    | 160.060    | 1.39,40 (4)    | 1.21,21 (10) | 39,72 (7)  | 1.20,76 (14)   |
| 9      | Hans Janssen        | 160.415    | 1.39,76 (8)    | 1.22,87 (17) | 39,23 (3)  | 1.19,86 (10)   |
| 10     | Rogier Pastor       | 160.460    | 1.40,08 (12)   | 1.21,91 (13) | 39,58 (4)  | 1.19,69 (8)    |
| 11     | Arnold van der Poel | 160.620    | 1.39,87 (10)   | 1.20,88 (9)  | 40,00 (13) | 1.20,62 (13)   |
| 12     | Rien Smulders       | 160.800    | 1.39,73 (7)    | 1.22,21 (16) | 39,90 (12) | 1.20,13 (12)   |
| 13     | Martijn Kroonenberg | 161.00     | 1.39,89 (11)   | 1.21,42 (12) | 40,05 (14) | 1.20,70 (15)   |
| 14     | Arjan Ottens        | 161.285    | 1.40,22 (13)   | 1.21,92 (14) | 40,07 (15) | 1.20,07 (11)   |
| 15     | Leo Borst           | 162.340    | 1.40,34 (14)   | 1.21,97 (15) | 40,29 (17) | 1.21,45 (16)   |
| 16     | Wojciech Biziuk     | 163.790    | 1.40,48 (15)   | 1.24,02 (18) | 40,12 (16) | 1.22,36 (17)   |
| 17     | Nico van der Vlies  | 207.030    | 1.28.10 (19) * | 1.20,56 (7)  | 39,74 (9)  | 1.17,82 (3)    |
|        | Dennis Duba         | 121.910    | 1.40,83 (18)   | 1.20,68 (8)  | 40,74 (18) | DQ             |
|        | Marcel Bliek        | 040.600    | 1.40,00 (17)   | DNS          |            |                |

BR = baanrecord
pr = persoonlijk record
DNS = niet gestart
DQ = gediskwalificeerd
* = met val

### Vrouwen
| Rang   | Schaatsster       | Punten     | 500m         | 1000m          | 500m           | 1000m        |
| ------ | ----------------- | ---------- | ------------ | -------------- | -------------- | ------------ |
| Goud   | Christine Aaftink | 172.195    | 42,33 (1) BR | 1.27,24 (1)    | 1.42,71 (1)    | 1.27,07 (1)  |
| Zilver | Herma Meijer      | 174.740    | 43,10 (2)    | 1,28,84 (2)    | 1.43,07 (2)    | 1.28,30 (2)  |
| Brons  | Marieke Stam      | 178.290    | 43,79 (3)    | 1.30,72 (4)    | 1.44,12 (4)    | 1.30,04 (4)  |
| 4      | Marion van Zuilen | 179.415    | 44,59 (5)    | 1.29,88 (3)    | 1.45,22 (8)    | 1.29,33 (3)  |
| 5      | Anita Loorbach    | 179.925    | 44,08 (4)    | 1.32,95 (8)    | 1.44,05 (3)    | 1.30,64 (7)  |
| 6      | Janine Koudenburg | 181.065    | 45,24 (7)    | 1.31,79 (6)    | 1.44,67 (5)    | 1.30,52 (6)  |
| 7      | Anja Bollaart     | 182.165    | 45,40 (8)    | 1.32,77 (7)    | 1.44,69 (6)    | 1.31,38 (8)  |
| 8      | Ellen Linnenbank  | 183.370 pr | 45,76 (9)    | 1.33,27 (9)    | 1.45,19 (7)    | 1.31,37 (9)  |
| 9      | Alida Pasveer     | 204.170    | 45,09 (6)    | 2.16,63 (10) * | 1.45,73 (9)    | 1.30,07 (5)  |
| 10     | Coriene Pot       | 244.145    | 45,81 (10)   | 1.31,18 (5)    | 1.46,78 (10) * | 1.31,93 (10) |

BR = baanrecord
pr = persoonlijk record
* = met val